# Kisrozvágy
Kisrozvágy község Borsod-Abaúj-Zemplén vármegye Cigándi járásában.

## Fekvése
A Bodrogköz magyarországi részének északi peremén helyezkedik el, közvetlenül a szlovák határ mellett, a megye székhelyétől, Miskolctól közúton mintegy 90 kilométerre északkeletre.
A szomszédos települések a határ magyar oldalán: kelet felől Semjén, délkelet felől Ricse, nyugat felől pedig Nagyrozvágy. Észak felől, a határ túloldalán a két legközelebbi település Nagygéres (Veľký Horeš) és Kisgéres (Malý Horeš).

### Megközelítése
Csak közúton közelíthető meg, Pácin-Nagyrozvágy illetve Dámóc-Semjén felől egyaránt a 3807-es úton. Északnyugati határszélén található a Nagyrozvágy-Nagygéres közti útvonal határátkelőhelye, ezáltal szlovákiai szomszédaival is élő közlekedési kapcsolatokkal bír.

## Története
A honfoglalás óta lakott. Az egyik leggazdagabb honfoglalás kori lelőhely.
A 13. század elején nevét Rozvad alakban írták, és a zempléni vár tartozéka volt. A tatárjárás alatt elpusztult falut 1258-ban IV. Béla király Péter fiainak, Angének, Ingernek és Ambrusnak adományozta, akik azt újranépesítették. 1331-ben Rozvádi Péter egri prépost is részbirtokos volt itt, aki itteni részbirtokát az egri káptalannak adományozta. 1417-ben Pazdichy Mátyásé, 1422-ben Lasztóczi Mihály és Rozvágyi Antal, 1488-ban pedig Damoska Balázs birtoka volt. A 16-17. században több birtokosa is volt: többek között a Serédy, a Bejczy, a Sztropkói, a Herczegh, a Sennyey, a Perényi és a Kállay családok birtokolták. A 18. században is több birtokosé volt: a Perényi, a Klobusitzky, az Orosz, a Pilisy, a Sztankay, a Revizky, a Szirmay, az Eötvös, a Budaházy, a Ramocsaházy stb. családoké. A 20. század elején Miklós Béla birtoka, akinek itt nagyobb, régi kúriája is volt.

## Közélete

### Polgármesterei
- 1990–1994: Muha János (független)[3]
- 1994–1998: Simon József (Munkáspárt)[4]
- 1998–2002: Deák Sándorné (független)[5]
- 2002–2006: Petraskó Tamás (független)[6]
- 2006–2010: Petraskó Tamás Tibor (független)[7]
- 2010–2012: Petraskó Tamás Tibor (független)[8]
- 2013–2014: Verbinyecz Andrásné (független)[9]
- 2014–2019: Roják Laura Julianna (független)[10]
- 2019–2024: Roják Laura Julianna (független)[11]
- 2024– : Roják Laura Julianna (független)[1]

A településen 2013. február 17-én a képviselő-testület önfeloszlatása miatt kellett időközi polgármester-választást (és képviselő-testületi választást) tartani.  A választáson az addigi polgármester is elindult, de alulmaradt egyetlen kihívójával szemben.

## Népesség
A település népességének változása:
| Lakosok száma | 175  | 173  | 169  | 195  | 205  | 199  | 185  |
|               | 2013 | 2014 | 2015 | 2021 | 2022 | 2023 | 2024 |

2001-ben a település lakosságának 99%-a magyar, 1%-a cigány nemzetiségűnek vallotta magát.
A 2011-es népszámlálás során a lakosok 100%-a magyarnak, 7,6% cigánynak, 0,3% örménynek mondta magát (a kettős identitások miatt a végösszeg nagyobb lehet 100%-nál). A vallási megoszlás a következő volt: római katolikus 20,3%, református 42,4%, görögkatolikus 26,6%, izraelita 0,6%, felekezeten kívüli 5,7% (2,5% nem válaszolt).
2022-ben a lakosság 92,7%-a vallotta magát magyarnak, 5,4% cigánynak, 1% ukránnak, 0,5% egyéb, nem hazai nemzetiségűnek (7,3% nem nyilatkozott; a kettős identitások miatt a végösszeg nagyobb lehet 100%-nál). Vallásuk szerint 16,6% volt római katolikus, 33,7% református, 13,7% görög katolikus, 9,3% felekezeten kívüli (26,3% nem válaszolt).

## Látnivalók
- A falu kazettás mennyezetű református temploma 1796-ban épült.
- Honfoglalás kori emlékpark (megszűnt)

## Környező települések
Lácacséke (5 km), Nagyrozvágy (2 km), Semjén (3 km), Ricse (5 km), a legközelebbi város: Kisvárda (kb. 25 km).